# Sîberej, Ripkî
Sîberej (în ucraineană Сибереж) este localitatea de reședință a comunei Sîberej din raionul Ripkî, regiunea Cernihiv, Ucraina.

## Demografie
Componența lingvistică a localității Sîberej
     Ucraineană (97,88%)
     Rusă (1,94%)
Conform recensământului din 2001, majoritatea populației localității Sîberej era vorbitoare de ucraineană (97,88%), existând în minoritate și vorbitori de rusă (1,94%).